# Cross Roads (Texas)
Cross Roads è un centro abitato degli Stati Uniti d'America, situato nella contea di Denton dello Stato del Texas.
La popolazione era di 1.563 persone al censimento del 2010.

## Geografia fisica
Cross Roads è situata a 33°13′55″N 97°00′07″W (33.231976, -97.001918).
Secondo lo United States Census Bureau, ha un'area totale di 6,9 miglia quadrate (18 km²).

## Società

### Evoluzione demografica
Secondo il censimento del 2000, c'erano 603 persone, 228 nuclei familiari e 178 famiglie residenti nella città. La densità di popolazione era di 87,7 persone per miglio quadrato (33,8/km²). C'erano 241 unità abitative a una densità media di 35,0 per miglio quadrato (13,5/km²). La composizione etnica della città era formata dal 92,54% di bianchi, lo 0,66% di afroamericani, l'1,16% di nativi americani, lo 0,33% di asiatici, il 4,81% di altre razze, e lo 0,50% di due o più etnie. Ispanici o latinos di qualunque razza erano l'8,29% della popolazione.
C'erano 228 nuclei familiari di cui il 30,3% aveva figli di età inferiore ai 18 anni, il 69,7% erano coppie sposate conviventi, il 5,7% aveva un capofamiglia femmina senza marito, e il 21,9% erano non-famiglie. Il 15,4% di tutti i nuclei familiari erano individuali e il 7,9% aveva componenti con un'età di 65 anni o più che vivevano da soli. Il numero di componenti medio di un nucleo familiare era di 2,64 e quello di una famiglia era di 2,90.
La popolazione era composta dal 21,1% di persone sotto i 18 anni, il 6,1% di persone dai 18 ai 24 anni, il 30,2% di persone dai 25 ai 44 anni, il 31,2% di persone dai 45 ai 64 anni, e l'11,4% di persone di 65 anni o più. L'età media era di 42 anni. Per ogni 100 femmine c'erano 101,0 maschi. Per ogni 100 femmine dai 18 anni in giù, c'erano 95,1 maschi.
Il reddito medio di un nucleo familiare era di 72.031 dollari, e quello di una famiglia era di 93.510 dollari. I maschi avevano un reddito medio di 61.827 dollari contro i 31.750 dollari delle femmine. Il reddito pro capite era di 42.664 dollari. Circa il 2,5% delle famiglie e il 3,8% della popolazione erano sotto la soglia di povertà, incluso il 4,5% di persone sotto i 18 anni e il 2,5% di persone di 65 anni o più.